# Kumkuma

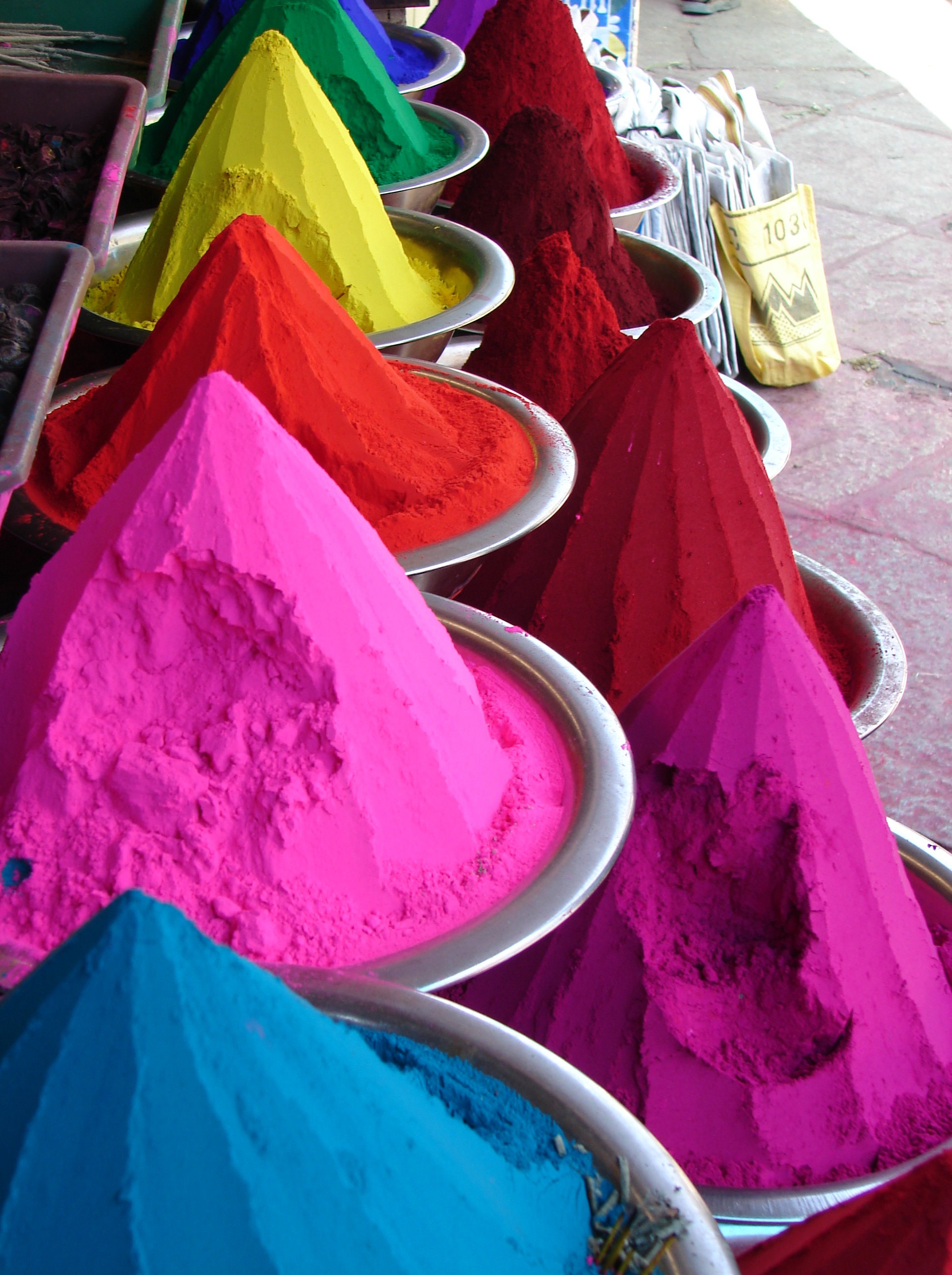
Polvo kumkuma de Mysore, India.

El kumkuma es un tipo de polvo que se utiliza para hacer marcas de carácter social y religioso en la India. Se elabora con cúrcuma o cualquier otro material local. La cúrcuma se seca y se mezcla con un poco de cal hidratada, lo que convierte el polvo amarillo intenso en un color rojo.
En la India se lo conoce con muchos nombres, entre ellos kuṅkumam (sánscrito कुङ्कुमम्), kungumam (tamil குங்குமம்), kumkuma (télugu కుంకుమ), kukum (konkani कुकूम्), kunku (Maratí कुंकू), kumkum (bengalí কুমকুম, Hindi कुमकुम), kunkuma (canarés ಕುಂಕುಮ), y kuṅkumam (malabar കുങ്കുമം).

## Usos

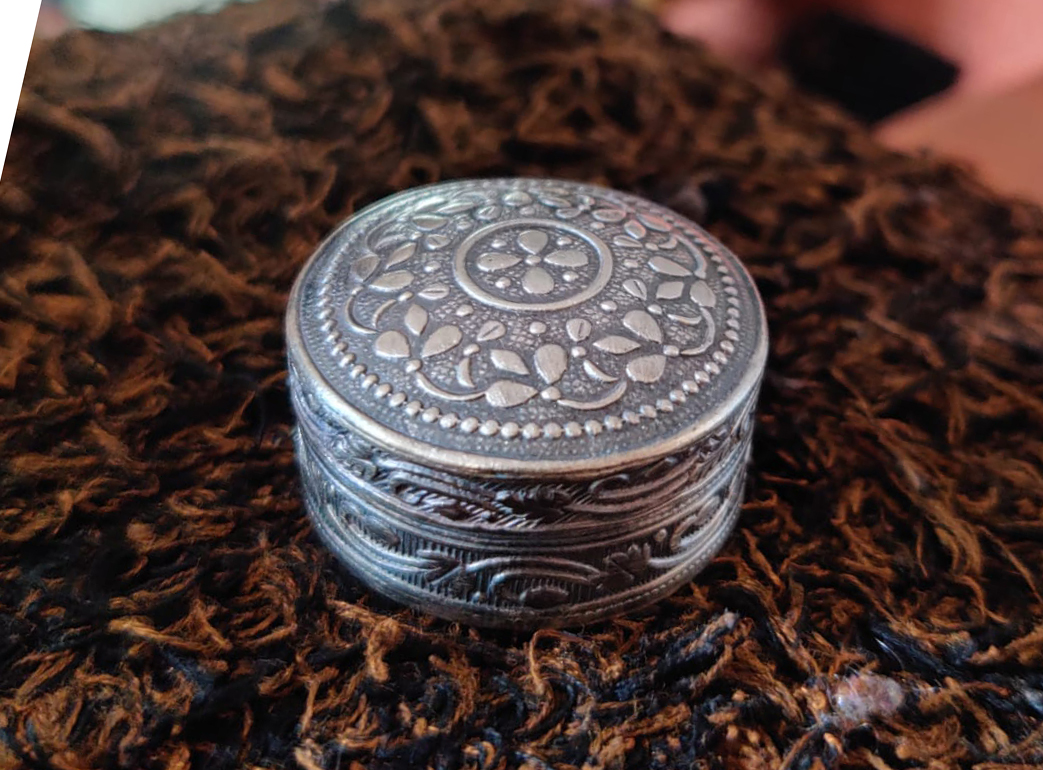
Recipiente tradicional de plata para Sindoor/Kumkuma

Los indios suelen aplicar el kumkuma en la frente. El motivo es la antigua creencia india de que el cuerpo humano está dividido en siete vórtices de energía, llamados chakras, que comienzan en la base de la columna vertebral y terminan en la parte superior de la cabeza. El sexto chakra, también conocido como el tercer ojo, está centrado en la frente, directamente entre las cejas, y se cree que es el canal a través del cual la humanidad se abre espiritualmente a lo divino.
Así, la kumkuma se coloca donde los indios creen que es el punto más importante para aumentar la receptividad.

## Marcas comunes en la frente
- Shivaísmo: los seguidores de Shiva suelen aplicar tres líneas blancas horizontales con un punto de kumkuma en el centro.[1]
- Visnuismo: los seguidores de Visnú utilizan arcilla blanca para aplicar dos líneas verticales unidas en la base e intersecadas por una raya roja brillante. Muchas veces la arcilla se aplica en forma de U.[1]
- Shaktismo: los shaktas de la mayoría de los Sampradayas suelen aplicar un punto de bermellón en el centro de la frente con cúrcuma untada alrededor.
- Swaminarayan: Los seguidores de la fe swaminarayan se aplican el kumkuma en el centro de la frente y entre una tilaka en forma de U. La tilaka suele ser amarilla y estar hecha de madera de sándalo.[2]
- Chandrakor: Muchos maratas, tanto hombres como mujeres y niños, lo llevan tradicionalmente en forma de luna creciente.

## Significado
En la tradición Vaishnava, las líneas blancas representan la huella de su Dios, mientras que el rojo se refiere a su consorte, Lakshmi. La tradición Swaminarayana sostiene que la tilaka (marca amarilla en forma de U) es un símbolo de los pies de loto de Paramatma, y la kumkuma representa al bhakta (devoto). En ambas tradiciones, la marca de la frente sirve como recordatorio de que un devoto de Dios debe permanecer siempre protegido a los pies de Dios.
El «color» del vientre es el amarillo y está representado simbólicamente por la cúrcuma. Las manchas de sangre en el útero están representadas por el kumkuma. Se cree que la combinación de cúrcuma y kumkuma representa la prosperidad.[cita requerida]

### Kumkuma y las mujeres
Cuando una joven o una mujer casada visita una casa, es una señal de respeto (en el caso de una señora mayor) o de bendición (en el caso de una chica) ofrecerles kumkuma cuando se van. Sin embargo, no se ofrece a las viudas.
Los hombres, las mujeres, las niñas y los niños también se aplican un punto de polvo de cúrcuma roja en la frente, cuando visitan un templo o durante una puja. En los templos, el kumkuma se encuentra en montones. La gente impregna el pulgar en el montón y lo aplica en la frente o en el entrecejo.
En la mayor parte de la India, las mujeres casadas se aplican diariamente kumkuma rojo en la raya del pelo por encima de la frente como símbolo de matrimonio. Esto se llama bermellón, o en hindi, sindoor. En el sur de la India, muchas chicas solteras llevan un bindi todos los días, a diferencia del norte de la India, donde solo se lleva como símbolo de matrimonio.

## Elaboración de kumkuma
El kumkuma se hace con cúrcuma añadiendo cal hidratada.

## Otros usos

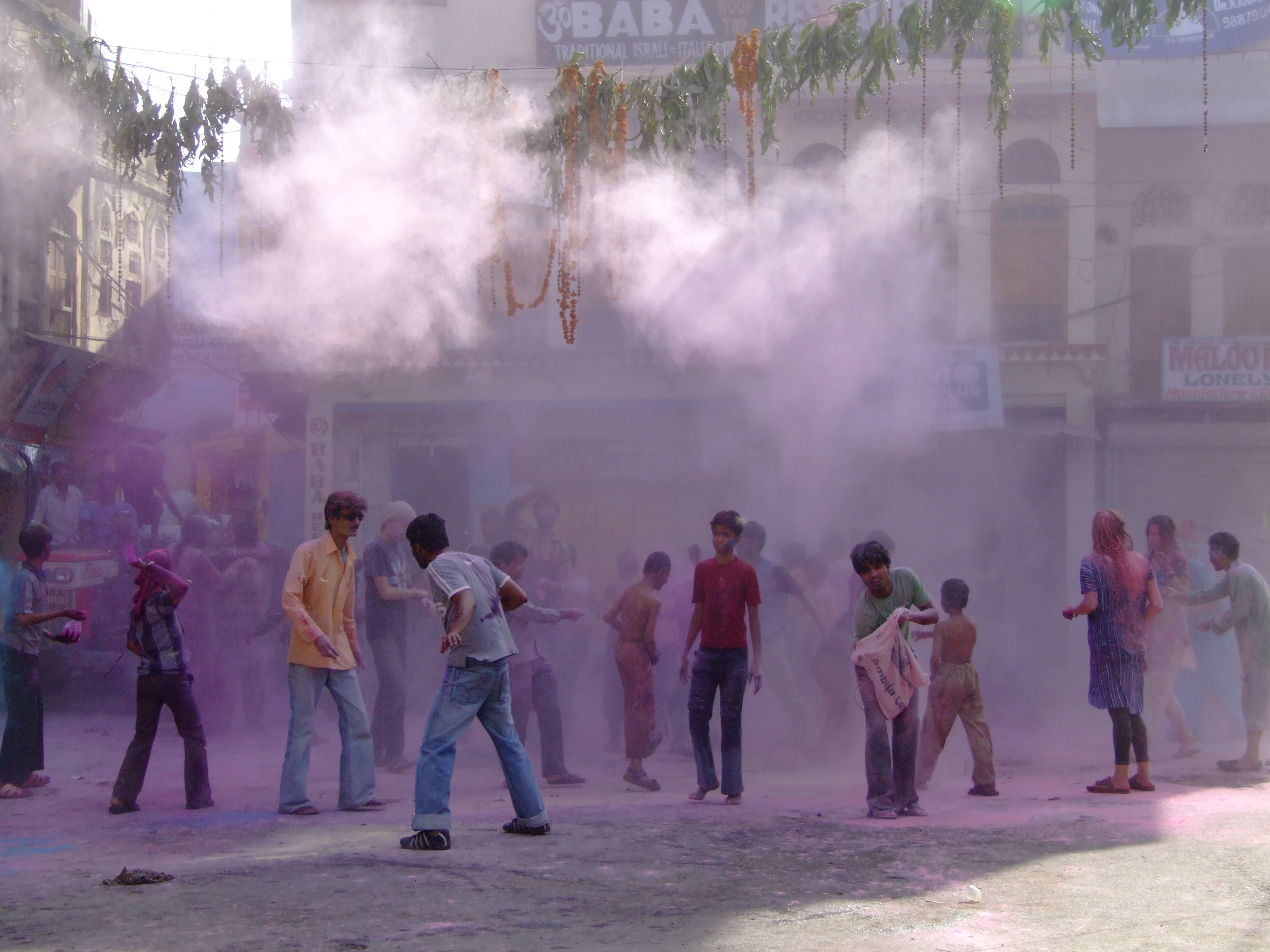
Celebraciones holi, Pushkar, Rajasthan.

La kumkuma también es muy usada para adorar a las diosas hindúes, especialmente Shakti y Lakshmi, y el polvo de kumkuma es lanzado (junto con otras mezclas) al aire durante el festival de los colores denominado Holi, a popular Hindu spring festival.
Sanatan Sanstha has published an article which mentions that Kumkuma also is believed to prevent one from "negative energies entering the body".